# EXOR
Exor N.V.是一家意大利的控股公司，在荷兰注册成立，由意大利阿涅利家族所有。它的资本总额接近240亿美元，有超过一个世纪的投资历史。其主要投资包括斯泰蘭蒂斯、PartnerRe、法拉利汽車、凯斯纽荷兰工业、依维柯、尤文图斯足球俱乐部和经济学人。根据2018年财富世界500强排行榜的结果，Exor在意大利的收入排名第一，全球收入排名第37位。

## 控股
截至2023年8月14日，公司宣布其持有的股份：  
| 公司               | 股本百分比 | 投票股权 |
| ------------------ | ---------- | -------- |
| 法拉利             | 22.9％     | 36.3％   |
| 斯特兰蒂斯         | 14.0％     | 14.3%    |
| 凯斯纽荷兰工业     | 26.9％     | 42.9％   |
| 依维柯集团         | 27.1%      | 42.5%    |
| 尤文图斯足球俱乐部 | 63.8％     | 77.9%    |
| 路铂廷             | 24.0%      | 24.0%    |
| Via运输            | 17.4%      | 17.4%    |
| 經濟學人集團       | 43.40％    | 20％     |
| 梅里埃研究所       | 10%        | 10%      |
| GEDI出版集团       | 89.6%      | 89.6%    |
| Welltec            | 46.5%      | 47.6%    |
| 上下               | 82.3%      | 82.3%    |
| 飞利浦             | 15%        | 15%      |

## 历史
根据2018财富全球500强名单，Exor按收入排名第19位。

## 并购，入股和收购

### 经济学人
2015年，Exor收购培生集團当时拥有的經濟學人集團股份的五分之三。这被认为是“近90年来经济学人股权结构最重要的变化”。Exor在此次收购前已持有经济学人集团的股份。當時拥有英国金融時報的培生集團自1928年以来一直拥有经济学人集团50％的非控股权。培生集團持有的剩余五分之二股份将由经济学人集团購回。

## 董事会
截至2018年12月的董事会：
- 約翰·埃爾肯 - 董事长兼首席执行官
- Alessandro Nasi di Villapaciosa  - 副主席
- 安德雷亚·阿涅利
- Joseph Bae
- Melissa Bethell
- Marc Bolland
- Laurence Debroux
- Ginevra Elkann
- Annemiek Fentener Van Vlissingen
- Antonio Mota De Sousa Horta-Osorio